# Ruderverein Wandsbek

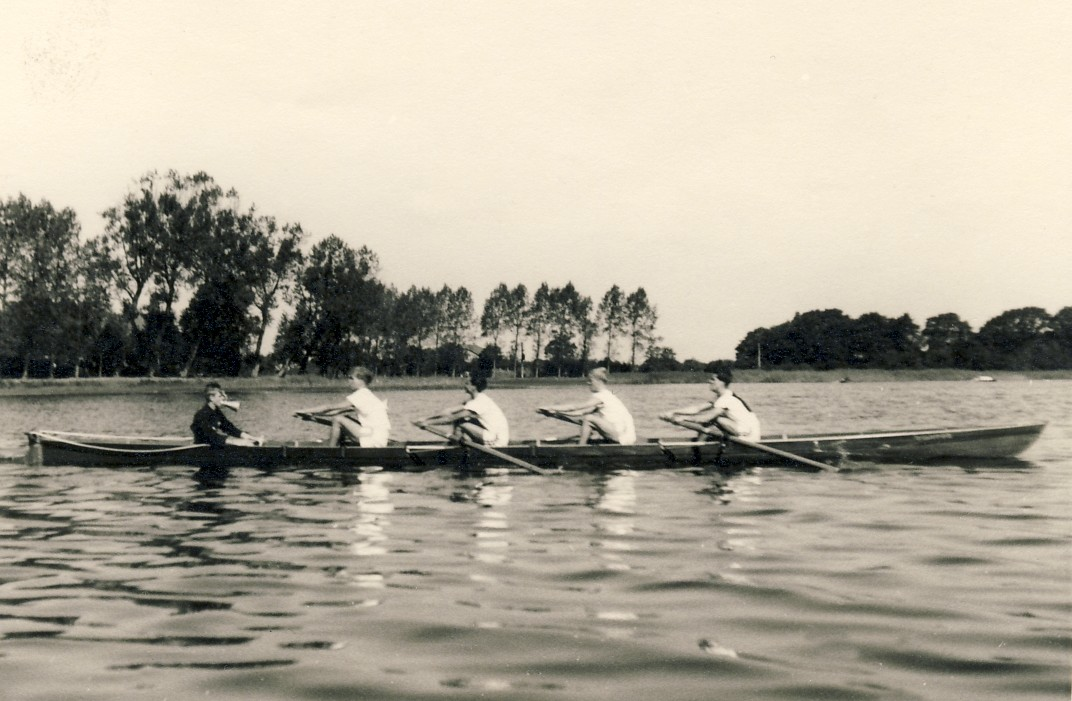
Ein Vierer mit Steuermann des Hamburger Matthias-Claudius-Gymnasiums am 6. August 1959 in Neumünster.

Der Ruderverein Wandsbek e. V. (kurz RV Wandsbek oder RVW) ist ein 1972 gegründeter Ruderverein in Hamburg. Das Bootshaus und Vereinsgelände des RV Wandsbek liegen am Alsterkanal in Hamburg-Alsterdorf. Damit ist der Verein Hamburgs nördlichster Ruderverein.
Der Verein wurde insbesondere durch ehemalige Schülerinnen und Schüler des Matthias-Claudius-Gymnasiums gegründet, die nach dem Abitur nicht mit dem Rudersport aufhören aber auch keinem anderen Hamburger Ruderverein beitreten wollten. Wichtigstes Gründungsmitglied und zunächst auch Vorstandsmitglied im RVW war Günter Schulz-Kriebel. Als Lehrer am Matthias-Claudius-Gymnasium war er bis 1982 Protektor des Schülerrudervereins des Matthias-Claudius-Gymnasiums und das Bindeglied zwischen dem Gymnasium und dem Verein. Der Schülerruderverein am Matthias-Claudius-Gymnasium ist heute die Jugendabteilung des Rudervereins.
Der Verein hat mehrere Weltmeister hervorgebracht. So wurde Maja Darmstadt 2000 Weltmeisterin im Leichtgewichts-Doppelvierer. Teja Töpfer saß 1996 im Leichtgewichts-Achter, als dieser in Strathclyde den Weltmeistertitel gewann. 2006 ruderte Annika Müller im siegreichen Juniorinnen-Doppelvierer bei den Junioren-Weltmeisterschaften in Amsterdam. Michael Trebbow gewann 2013 im Junioren-Zweier ohne bei den Junioren-Weltmeisterschaften in Trakai (Litauen) eine Goldmedaille. Zahlreiche weitere Erfolge errang der Schülerruderverein am Matthias-Claudius-Gymnasium auf den Hamburger Meisterschaften und bei den Deutschen Schülermeisterschaften im Rahmen der Veranstaltung Jugend trainiert für Olympia.